# Per Bertilsson
Per Daniel Bertilsson (Drängsered, 4 december 1892 – Göteborg, 18 september 1972) was een Zweeds turner.
Bertilsson won tijdens de Olympische Zomerspelen 1912 in eigen land de gouden medaille met de Zweedse ploeg in de landenwedstrijd Zweeds systeem.
Bertilsson zijn broer Carl won tijdens de Olympische Zomerspelen 1912 de gouden medaille in de landenwedstrijd turnen.

## Olympische Zomerspelen
| Jaar | Plaats    | Resultaten          |
| ---- | --------- | ------------------- |
| 1912 | Stockholm | team Zweeds systeem |